# Adresář (seznam)

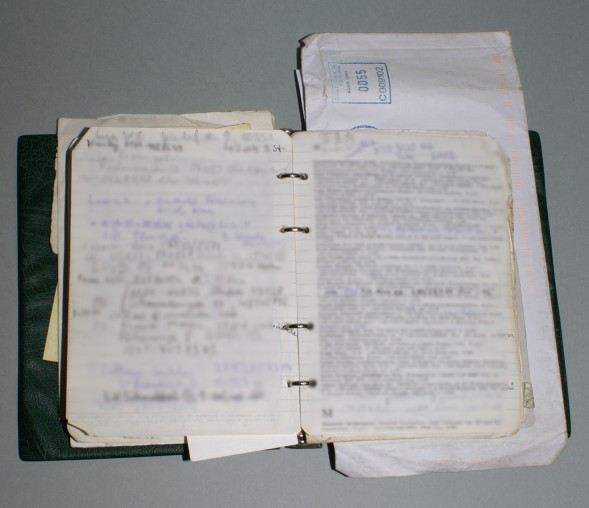
Soukromý adresář

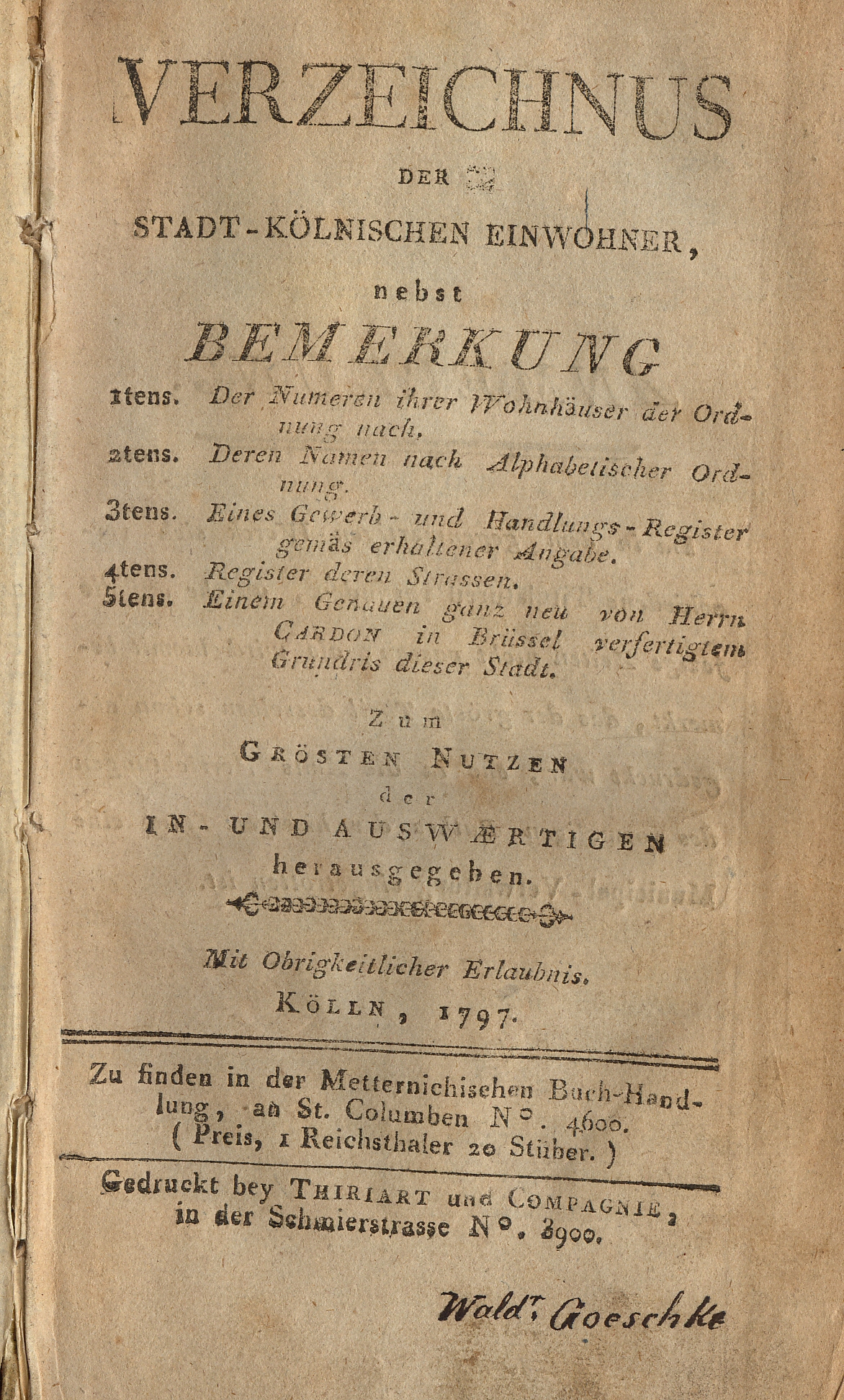
3. adresář města Kolín nad Rýnem k roku 1797

Adresář je soukromý, obchodní, služební nebo veřejně vydaný písemný soupis adres jednotlivců, úřadů, institucí či podniků. Nejznámějším typem veřejného adresáře byly papírové telefonní seznamy (v ČR vydávány od roku 1882 do roku 2014).

## Obsah adresářů
Obvykle uváděnými údaji jsou příjmení, jméno, adresa (ulice, číslo domu. Podle doby vzniku a účelu též mohou adresáře obsahovat PSČ, sídelní útvar, dále též telefonní číslo pevné linky nebo mobilního telefonu a případně též faxové telefonní číslo, e-mailovou adresu a adresa webových stránek.
Do ručně vyplňovaných adresářů někdy majitelé doplňují další osobní údaje, jako např. datum narozenin. Adresář může být ručně psaný nebo tištěný (např. interní adresáře velkých podniků nebo úřadů). K usnadnění vyhledávání jsou adresáře obvykle řazeny abecedně.

## Historické adresáře
Staré adresáře jsou důležitým zdrojem pro historické zkoumání dějin obcí i celých regionů. Např. již první tištěný adresář německého města Hannover z roku 1798 obsahuje na konci samostatný Soupis obchodem a živnostmi se zabývajícího židovstva.

### Příklady starších českých a slovenských adresářů
Adresáře českých zemí (a po roce 1918 i Slovenska), obsahující informace o množství a národnostním složení obyvatelstva obcí, členech obecních zastupitelstev, obchodnících či řemeslnících v místě působících, vydával na počátku 20. století Alois Chytil. Mezi lety 1907 a 1914 vycházel též Zemědělský adresář Josefa Macháčka z Královy Lhoty, který tak pořídil soupis Rolníků v některých částech Čech. Adresáře okresů východních Čech zpracoval a vydal okolo roku 1900 Václav Kudrnáč v Turnově (Úplný adresář a popis politického okresu […]). Slovenské obchodníky a řemeslníky z konce 19. století zachytil uherský adresář z roku 1891 (Magyarország iparosainak és kereskedőinek czím- es lakjegyzéke / szerk). Adresář Čechů v USA vydala roku 1913 Národní rada česká ve spolupráci s Česko-americkou národní radou v Chicagu (spolupracovali Jaroslav Španihel, Eduard Grégr). Adresář republiky Československé pro průmysl, živnosti, obchod a zemědělství sestavila a vydala v roce 1932 firma Rudolf Mosse.